# Волошкова вулиця (Київ)
Волошко́ва ву́лиця — вулиця в Солом'янському районі міста Києва, селище Жуляни. Пролягає від вулиці Ганни Арендт до кінця забудови.

## Історія
Виникла в середині 2000-х років. Сучасна назва — з 2015 року.